# Jean Chantavoine
Jean Chantavoine, född den 17 maj 1877 i Paris, död den 16 juli 1952 i Mussy-sur-Seine, var en fransk musikförfattare.
Chantavoine var från 1923 sekreterare vid konservatoriet i Paris. Han hade studerat musikhistoria i Berlin och var ursprungligen musikkritiker vid Revue hebdomadaire (1903-20), vid Excelisior samt vid Ménestrel. Chantavoine redigerade från 1906 samlingen Les maîtres de la musique, i vilken han själv skrivit biografierna över Beethoven (1906) och Liszt (1910). Han var medredaktör av L'année musicale 1911-13 och utgav 1904 ett urval av Beethovens brev i fransk översättning. Han skrev vidare Musiciens et poétes (1912) och De Couperin à Debussy (1921). 